# ひばり食堂

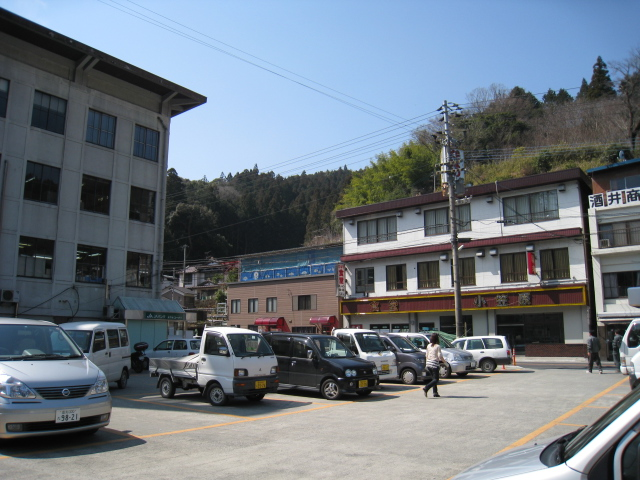
役場駐車スペース側から見たひばり食堂

ひばり食堂（ひばりしょくどう）は、高知県長岡郡大豊町の食堂である。国道32号線をはさんで大豊町役場の真向かいにある。精肉店が経営する。

## 概説
高知県が誇る「食」の魅力を全国に発信していくことを目的に高知県が実施した企画（「高知家の食卓」県民総選挙2015）で、県民イチオシの「食の店」を選抜する投票により、嶺北エリアで1位になった。メニューに「大盛り」のさらに上の、皿鉢に盛られる超デカ盛りの「倍増」があり、カツ丼であればご飯6合、カツ500ｇ、卵10～12個を使用しているという。「普通サイズのボリュームに驚く」といった声も上がる。

## メニュー
ミニ丼（カツ丼、牛丼、焼き肉丼 並）、牛丼、唐揚げ定食、焼き肉、オムライスなど

## 営業時間・定休日
- 営業時間 11:30頃～17:00（食材がなくなり次第終了）
- 定休日 年末年始（12/29～1/5）以外無休

## 所在地
- 〒789-0312 高知県長岡郡大豊町高須226

## アクセス
- 四国旅客鉄道（JR四国）土讃線の大杉駅より徒歩5分
- 高知自動車道の大豊ICより車で2分

## 客席数・駐車場
- 100人
- 駐車場 無料 普通車（30台）

## 周辺
- 杉の大杉
- 道の駅大杉
- 旧立川番所書院（国の重要文化財）
- 龍王の滝（日本の滝百選）

## 関連
少女時代の美空ひばりが1947年（昭和22年）、大豊町で交通事故による大怪我をし、現地で療養後に再訪し、日本一の歌手になることを杉の大杉に誓ったという逸話がある。